# De verloofde van de bersagliere
De verloofde van de bersagliere is een hoorspel van Edoardo Antòn. La fidanzata del bersagliere werd in 1960 door de RAI uitgezonden en kreeg in dat jaar de Prix Italia. De VARA zond het uit op woensdag 30 oktober 1963. De vertaling was van Dogi Rugani en S. de Vries jr. regisseerde het. De uitzending duurde 59 minuten.

## Rolbezetting
- Barbara Hoffman (Anita)
- Johan Wolder (Salvatore)
- Dogi Rugani (signorina Lorenzina)
- Nel Snel (tante Ricarda)
- Corry van der Linden (Palmina)
- Jan Verkoren (de priester)
- Ad Löbler (Carletto)
- Els Buitendijk, Joke Hagelen & Trudy Libosan (de ateliermeisjes)

## Inhoud
De eigenares van een naaiatelier, Lorenzina, die haar beide benen verloren heeft, zit aan het venster van het atelier en vertelt haar meisjes wat er buiten gebeurt. Ze weet alles. Alleen het leven van Anita is voor haar een boek met zeven zegels. Mocht Anita niet zelf het woord nemen, dan zou dit boek voor altijd gesloten blijven. Anita vertelt echter dat haar verloofde, de bersagliere, vroeg gestorven is en sindsdien steeds vanuit het hiernamaals met haar spreekt. Ze heeft evenwel zelfs de jaloezie van de dode gerespecteerd en is nog voor het altaar weggelopen van een huwelijkskandidaat die na de bersagliere kwam. Haar liefde is zo groot dat ze aan het einde voor haar soldaat zelfs in het vagevuur wil...